# Poto Argiro

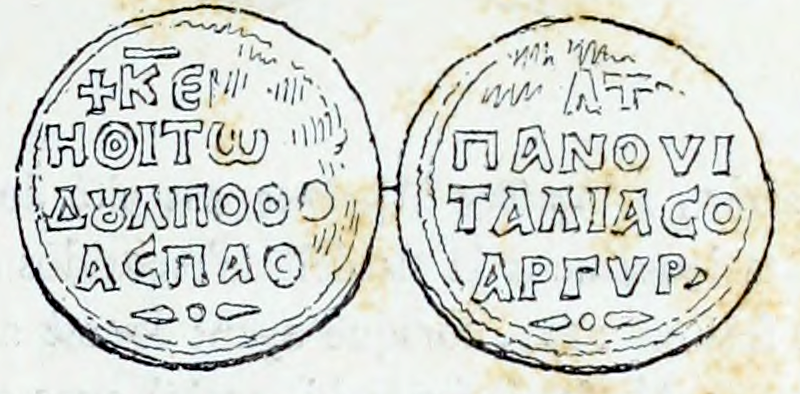
Sigillo di of Poto Argiro, con i suoi titoli di protospatario e catepano

Poto Argiro (... – post 1032) fu catapano d'Italia dal luglio 1029 fino a giugno 1032.

## Biografia
Poto fu mandato dall'imperatore bizantino Romano III Argiro, cui era probabilmente molto legato tanto da meritare il titolo di protospatario, per sostituire Cristoforo Burgaris. Quando Poto arrivò nei pressi Bari nel luglio 1029, l'Italia bizantina stava subendo un'invasione da parte dei Saraceni. Questi ultimi infatti avevano appena preso Bari. Egli si impegnò con tutte le sue forze contro gli arabi. Non è chiaro se abbia perso la vita durante la battaglia di Cassano all'Ionio, che Lupo Protospata data al 1031. Se tale datazione è quella corretta, essendo conservata notizia della esistenza in vita di Poto ancora nel 1032 in una carta di Montecassino come in altre carte, come ad esempio in una cessione di una chiesa dell'arcivescovo Bisanzio di Bari fatta erigere da Poto, dovremmo desumere che la data della sua morte sia posteriore a quella della battaglia. In ogni caso, forse concomitante la sconfitta subita in Calabria, Poto Argiro cessò il suo incarico di catepano nel 1032, venendo sostituito da Michele Protospata.